# 弗龍泰拉 (葡萄牙)
弗龍泰拉（葡萄牙語：Fronteira），是葡萄牙的城鎮，位於該國中部，由波塔萊格雷區負責管轄，始建於1512年，面積248.60平方公里，2011年人口3,410，人口密度每平方公里13.72人。

## 堂区
在行政上，该市分为 3个民事教区（freguesias）：
- Cabeço de Vide
- Fronteira
- São Saturnino

## 当地著名人物
- 曼努埃尔·卡尔多索（英语：Manuel Cardoso (composer)）（1566–1650）葡萄牙作曲家和管风琴家。
- 巴尔托洛梅奥·黎培里（英语：Bartolomeo Riberi）（1640–1702）罗马天主教主教，尼科泰拉主教（Bishop of Nicotera，1691–1702）